# مناجاة فردية

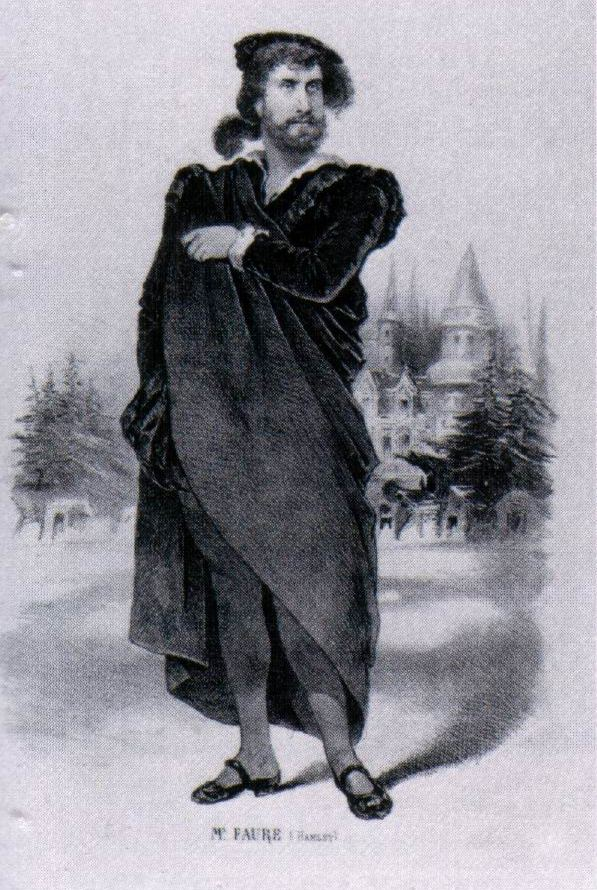

المناجاة الفردية في المسرح هي خطبة طويلة تلقيها إحدى شخصيات المسرحية بصوت يسمعه المشاهدون تعبيرا عن أعمق مشاعر الشخصية وأفكارها الدفينة، أو وقف المشاهد على حقائق تتصل بما يحدث على المسرح. و قد ظهرت في الدراما الاغريقية، غير أنها لم تلق من الاهتمام ما لقيته في عصر شكسبير كالمناجاة الفردية، ثم عدل عنها في القرن التاسع عشر إلى تمثيل الواقع ثم عاد الاهتمام بها في القرن العشرين و في مسرحيات أحمد شوقي كثير من المناجاة. و قد انتقل هذا العنصر من الفنون المسرحية إلى الفنون القصصية في عصرنا الحديث وبخاصة روايات تيار الوعي.